# ایستچستر (برانکس)
ایستچستر (به انگلیسی: Eastchester) یک منطقهٔ مسکونی در ایالات متحده آمریکا است که در برانکس واقع شده‌است.